# Dávid Kálnoki-Kis
Dávid Kálnoki-Kis (* 6. August 1991 in Budapest) ist ein ungarischer Fußballspieler und spielt zurzeit für MTK Budapest FC. 
Im Jahr 2009 wurde er im Rahmen einer Vereinbarung zwischen den Clubs Oldham Athletic, MTK und FC Liverpool an den englischen Verein Oldham Athletic ausgeliehen. Dort war er Teil des Nachwuchskaders. Er spielte mit der Rückennummer 31 und war Reservespieler für die erste Mannschaft. Im Februar 2010 kehrte er zu MTK zurück, da seine Leihfrist beendet wurde.

## Nationalmannschaft
Kálnoki-Kis spielt für die ungarische U-21 Fußballnationalmannschaft.